# Србија на Европском првенству у атлетици у дворани 2019.
Србија је учествовала на 35. Европском првенству у дворани 2019 које је одрђано у Глазгову, Шкотска, од 1. до 3. марта. Ово је седмо Европско првенство у атлетици у дворани од 2006. године од када Србија учествује самостално под овим именом.
Репрезентацију Србије представљало је 10 учесника (5 мушкараца и 5 жена) који су се такмичили у 9 дисциплина (5 мушких и 4 женске).
На овом првенству представници Србије су освојили 2 медаље (1 златну и 1 бронзану). Овим успехом Србија је делила 8 место у укупном пласману освајача медаља .
У табели успешности према броју и пласману такмичара који су учествовали у финалним такмичењима (првих 8 такмичара) Србија је са 2 учесника у финалу делила 17. место са 14 бодова..
| Плас. | Земља  | 1. место | 2. место | 3. место | 4. место | 5. место | 6. место | 7. место | 8. место | Бр. финал. - Бод. |
| ----- | ------ | -------- | -------- | -------- | -------- | -------- | -------- | -------- | -------- | ----------------- |
| 17.   | Србија | 1-8      | –        | 1-6      | -        | –        | -        | –        | -        | 2-14              |

## Учесници
| Бр. | Дисциплина   | Мушкарци                                  | Жене                                                         | Укупно |
| --- | ------------ | ----------------------------------------- | ------------------------------------------------------------ | ------ |
| 1.  | 60 м         | Алекса Кијановић, АК Партизан 1945        | Милана Тирнанић, АК Црвена звезда                            | 2      |
| 2.  | 400 м        |                                           | Маја Ћирић, АК Партизан 1945                                 | 1      |
| 3.  | 1500 м       | Елзан Бибић, АК Нови Пазар                | Амела Терзић, АК Нови Пазар                                  | 2      |
| 4.  | 60 м препоне | Лука Трговчевић, Београдски атлетски клуб |                                                              | 1      |
| 5.  | Скок удаљ    | Страхиња Јованчевић, АК Црвена звезда     | Ивана Шпановић, АК Војводина Милица Гардашевић, АК Војводина | 3      |
| 6.  | Бацање кугле | Асмир Колашинац, Београдски атлетски клуб |                                                              | 1      |
|     | Укупно (6)   | 5                                         | 5                                                            | 10     |

## Освајачи медаља (2)

### Злато (1)
- Ивана Шпановић — Скок удаљ

### Бронза (1)
- Страхиња Јованчевић — Скок удаљ[3]

## Резултати

### Мушкарци
| Атлетичар           | Дисциплина   | Лични рекорд | Квалификације | Квалификације | Полуфинале           | Полуфинале           | Финале               | Финале     | Детаљи |
| Атлетичар           | Дисциплина   | Лични рекорд | Резултат      | Место         | Резултат             | Место                | Резултат             | Место      | Детаљи |
| ------------------- | ------------ | ------------ | ------------- | ------------- | -------------------- | -------------------- | -------------------- | ---------- | ------ |
| Алекса Кијановић    | 60 м         | 6,75         | 6,81          | 7. у гр. 2    | Није се квалификовао | Није се квалификовао | Није се квалификовао | 27/44 (45) |        |
| Елзан Бибић         | 1.500 м      | 3:43,13      | 3:47,94       | 3. у гр. 1    |                      |                      | Није се квалификовао | 13/25 (28) |        |
| Лука Трговчевић     | 60 м препоне | 7,84         | 8,00          | 7. у гр. 2    | Није се квалификовао | Није се квалификовао | Није се квалификовао | 26/29 (30) |        |
| Страхиња Јованчевић | скок удаљ    | 7,85         | 7,73          | 7             |                      |                      | 8,03                 |            |        |
| Асмир Колашинац     | бацање кугле | 20,91 НР     | 19,82         | 13            | Није се квалификовао | 13/18 (18)           |                      |            |        |

### Жене
| Атлетичарка       | Дисциплина | Лични рекорд | Квалификације | Квалификације | Полуфинале            | Полуфинале            | Финале                | Финале     | Детаљи |
| Атлетичарка       | Дисциплина | Лични рекорд | Резултат      | Место         | Резултат              | Место                 | Резултат              | Место      | Детаљи |
| ----------------- | ---------- | ------------ | ------------- | ------------- | --------------------- | --------------------- | --------------------- | ---------- | ------ |
| Милана Тирнанић   | 60 м       | 7,36         | 7,47          | 5. у гр. 4    | Није се квалификовала | Није се квалификовала | Није се квалификовала | 35/42 (43) |        |
| Маја Ћирић        | 400 м      | 52,78 НР     | 53,73         | 4. у гр. 1    | Није се квалификовала | Није се квалификовала | Није се квалификовала | 28/37      |        |
| Амела Терзић      | 1.500 м    | 4:08,48 НР   | 4:16,51       | 1. у гр. 3    |                       |                       | 4:24,20               | 8./22 (24) |        |
| Ивана Шпановић    | скок удаљ  | 7,24 НР      | 6,79          | 1             | 8,03                  |                       |                       |            |        |
| Милица Гардашевић | скок удаљ  | 6,52         | 6,41          | 11            | Није се квалификовала | 11/18 (19)            |                       |            |        |